# يوكو سانبي
يوكو سانبي (三瓶由布子 سانبي يوكو) هي مؤدية أصوات يابانية ولدت في 28 فبراير 1986 في طوكيو.

## أدوارها في الأنمي

### مسلسلات أنمي تلفزيونية
- إيوريكا سفن - رنتون ثرستون
- ناتسو نو أراشي! - هاجيمي ياساكا
- ناتسو نو أراشي! أكينايتشو - هاجيمي ياساكا
- دي جرايمان - جين راسل
- خيميائي الفولاذ: فل ميتال ألكيميست - سيليم برادلي، برايد
- كاتيكيو هيتمان ريبورن! - رانكينغ فوتا
- داركر ذان بلاك: المقاول الأسود - ماكي
- زامد الذكرى الضائعة - ناكيامي
- كيمي ني تودوكي - تشيزورو يوشيدا
- موشيشي - شينرا (العرش الأخضر)
- سكول رمبل - شوجي هاريما
- غزو! فتاة الحبار - يوتا
- إيكي توسن XTREME XECUTOR - كانسوي بونياكو
- أراكاوا أندر ذا بريدج - تيتسوؤو
- أراكاوا أندر ذا بريدج x بريدج - تيتسوؤو
- شاكوغان نو شانا II - يوري فويكا
- نادي مضيفي ثانوية أوران - شيوري إيبيسوغاوا
- أبطال الكرة - أنس
- ماغي: The Labyrinth of Magic - قاسم (أيام الطفولة)
- ماغي: The Kingdom of Magic - قاسم (أيام الطفولة)
- عاصفة زيتسوين - ماهيرو فوا (أيام الابتدائية)
- بوكيمون بلاك/وايت - توماس
- بوكيمون إكس/واي - سانبي
- سلسلة مونوغاتاري الموسم الثاني - تلميذ الإعدادية
- بلاسريتر - جوزيف جوبسون (سن العاشرة)
- آيكاتسو! - كاكيرو أوتا
- فارس المنطقة - كاكيرو آيزاوا
- إخوة الفضاء - هيبيتو نانبا (أيام الطفولة)
- آيدولماستر - ريو أكيزوكي
- بياض الثلج ذات الشعر الأحمر - ريو
- بوروتو: ناروتو نكست جينيريشنز - بوروتو أوزوماكي
- تسوغومومو - كازويا كاغامي
- وورلد تريغر - يوزورو إيبا
- كابتن تسوباسا - تسوباسا أوزورا
- يوغي ZEXAL - هارت تينجو، ليليبوت
- ذا ريفليكشن - فليمينغ فيوري
- بوبتيبيبيك - بوبوكو (الحلقة 6A)
- أكاديمية جليسي الأطفال - تاكا كاميتاني
- أبطال الديجيتال: - أمجد
- نو غانز لايف - سفن
- صعود مهووسة الكتب - غيل
- أساطير في قادم الزمان - ظافر
- ياشاهيمي: أميرة أنصاف الشياطين - جاكوتسومارو
- ساموراي الجمباز - كازو

### أوفا أنمي
- ماي أوتومي 0~S.ifr~ - إليوت تشاندلر

### أفلام أنمي
- إينازوما إليفن: هجوم الجيش الأقوى أوغر - تيرومي أفورو/أفرودي
- إيوريكا سفن: جيب مليء بأقواس قزح - رنتون ثرستون
- سلسلة أفلام إيوريكا سفن: هاي-إيفولوشن
  - إيوريكا سفن: هاي-إيفولوشن 1 - رنتون ثرستون
  - أنيموني/إيوريكا سفن: هاي-إيفولوشن - رنتون ثرستون
- بوروتو: ناروتو الفيلم - بوروتو أوزوماكي

## أدوارها في ألعاب الفيديو
- سلسلة ألعاب سوبر روبوت وورز - رنتون ثرستون
- تيلز أوف غريسز - ريتشارد (أيام الطفولة)
- جوجوز بيزار أدفنتشر: أول ستار باتل - نارانشا غيرغا
- جوجوز بيزار أدفنتشر: آيز أوف هيفن - نارانشا غيرغا
- ناروتو شيبودن: ألتيميت نينجا ستورم 4 - بوروتو أوزوماكي

## أدوارها في الدبلجة اليابانية
- الأميرة والضفدع - شارلوت

## وصلات خارجية
- يوكو سانبي على موقع IMDb (الإنجليزية)
- يوكو سانبي على موقع ميوزك برينز (الإنجليزية)
- يوكو سانبي على موقع قاعدة بيانات الفيلم (الإنجليزية)
- يوكو سانبي على موقع ANN person (الإنجليزية)